# Hrvati u Ekvadoru
Hrvati u Ekvadoru su stanovnici Ekvadora s punim, djelomičnim, ili većinskim hrvatskim podrijetlom.
Računa se da oko 4000 Hrvata i njihovih potomaka obitava u Ekvadoru. Hrvati imigriraju u Ekvador u dva vala; prvi krajem 19. i početkom 20. stoljeća, i drugi val koji počinje 1990-ih.
Tijekom prvog perioda, hrvatski useljenici su uglavnom bili trgovci iz Dubrovnika, Splita i s otoka Visa, koji naseljavaju poljoprivredne djelove Ekvadora, posebice regiju 
Manabí, i gradove Bahia De Caraquez, Chone, Mantu, Portoviejo, Guayaquil, Cuencu i Quito. U drugom valu hrvatskih useljenika bili su oni koju su pokazali zanimanje za ribolovom i lovom na rakove. Većina ovih useljenika dolazi s Jadranske obale, uglavnom iz Splita, i zaposleni su u prerađivačkoj industriji tunjevine i sardina. Hrvati u Ekvadoru i njihovi potomci zauzimaju visok kulturolški i socioekonomski status u društvu, i vrlo su poznati posebice u poljoprivredi, ribolovstvu ali i trgovini i industriji.
Ekvador ima veliku flotu brodova za prijevoz banana; kao i trgovačke brodove i brodove za prijevoz ribe čije su posade sastavljene i od Hrvata koji žive u Guayaquilu. Oni se međutim ne vode kao hrvatski useljenici. Društvo hrvatskih useljenika u Ekvadoru osnovano je 2004. godine. 

## Poznate osobe
- Hugo Savinovich - bivši WWE profesionalni hrvač
- Radmila Pandzic - bivša kraljica ljepote
- Tomislav Topic - biznismen